# Robert F. Kennedy Memorial Stadion
A Robert F. Kennedy Memorial Stadion, korábbi nevén: District of Columbia Stadion egy bezárt többfunkciós sportlétesítmény Washingtonban, az Egyesült Államokban 2 mérföld (3 km) távolságra a Capitolium épületétől. 1961-ben nyitották meg és az NFL-ben szereplő Washington Redskins otthona volt 1961 és 1996 között. 1969-ben nevezték át a stadiont a korábbi szenátor Robert F. Kennedy nevére, aki előtte nem sokkal merénylet áldozata lett.
Az RFK Stadion a Washington Redskins mellett számos csapat otthona volt története során, itt játszotta hazai mérkőzéseit többek között az MLS-ben szereplő D.C. United labdarúgócsapata is. 
Öt NFC-bajnoki mérkőzésnek, két MLB All-Star meccsnek, férfi és női világbajnokságnak, az 1996. évi atlantai nyári olimpiai játékokon kilenc férfi és női labdarúgó-mérkőzésének, illetve három MLS-kupa, két MLS All-Star és számos amerikaifutball mérkőzésnek adott otthont. Barátságos mérkőzéseket és világbajnoki selejtezőket, főiskolai focit, egyetemi focit, rugby-t, baseball és bokszmeccseket, kerékpárversenyeket, amerikai Le Mans Series autóversenyt, maratonokat, valamint több tucat nagy koncertet és egyéb eseményt rendeztek a létesítményben.
2019-ben a bezárása mellett döntöttek és vélhetően lebontásra kerül a későbbiekben.

## Események

### 1994-es labdarúgó-világbajnokság
| Dátum            | Pályaválasztó | Eredmény | Vendég       | Forduló      |
| ---------------- | ------------- | -------- | ------------ | ------------ |
| 1994. június 19. | Norvégia      | 1 – 0    | Mexikó       | E csoport    |
| 1994. június 24. | Hollandia     | 2 – 1    | Szaúd-Arábia | F csoport    |
| 1994. június 25. | Olaszország   | 1 – 1    | Mexikó       | E csoport    |
| 1994. június 29. | Belgium       | 0 – 1    | Szaúd-Arábia | F csoport    |
| 1994. július 2.  | Spanyolország | 3 – 0    | Svájc        | Nyolcaddöntő |

### 1996. évi nyári olimpiai játékok
| Dátum            | Pályaválasztó    | Eredmény | Vendég      | Forduló   |
| ---------------- | ---------------- | -------- | ----------- | --------- |
| 1996. július 20. | Portugália       | 2 – 0    | Tunézia     | A csoport |
| 1996. július 21. | Dél-Korea        | 1 – 0    | Ghána       | C csoport |
| 1996. július 22. | Argentína        | 1 – 1    | Portugália  | A csoport |
| 1996. július 23. | Ghána            | 3 – 2    | Olaszország | C csoport |
| 1996. július 24. | Egyesült Államok | 1 – 1    | Portugália  | A csoport |
| 1996. július 25. | Mexikó           | 1 – 1    | Ghána       | C csoport |